# Estrella Lobo
Estrella Lobo (* 17. Oktober 2003) ist eine kolumbianische Leichtathletin, die im Weit- und Dreisprung an den Start geht.

## Sportliche Laufbahn
Erste internationale Erfahrungen sammelte Estrella Lobo im Jahr 2019, als sie bei den U20-Südamerikameisterschaften in Cali mit einer Weite von 11,88 m den fünften Platz im Dreisprung belegte. 2021 gewann sie bei den U20-Südamerikameisterschaften in Lima mit 12,52 m die Silbermedaille und gelangte anschließend bei den U20-Weltmeisterschaften in Nairobi mit 12,60 m auf Rang elf. Im Dezember belegte sie bei den erstmals ausgetragenen Panamerikanischen Juniorenspielen in Cali mit 13,05 m den sechsten Platz. Im Jahr darauf schied sie bei den U20-Weltmeisterschaften ebendort mit 12,84 m in der Qualifikationsrunde aus und belegte anschließend bei den Südamerikaspielen in Asunción mit 12,57 m den fünften Platz. 2023 belegte sie bei den Südamerikameisterschaften in São Paulo mit 5,75 m den siebten Platz im Weitsprung und gewann im Dreisprung mit 13,54 m die Silbermedaille hinter der Brasilianerin Gabriele dos Santos. Im Jahr darauf gewann sie bei den Hallensüdamerikameisterschaften in Cochabamba mit 12,81 m die Bronzemedaille hinter der Brasilianerin dos Santos und Valeria Quispe aus Bolivien. Im Mai belegte sie bei den Ibero-Amerikanischen Meisterschaften in Cuiabá mit 13,06 m den vierten Platz und im September gewann sie bei den U23-Südamerikameisterschaften in Bucaramanga mit 12,76 m die Bronzemedaille hinter der Brasilianerin Regiclécia Cândido und ihrer Landsfrau Valery Arce. 2025 belegte sie bei den Hallensüdamerikameisterschaften in Cochabamba mit 12,32 m den sechsten Platz im Dreisprung und gelangte im 60-Meter-Hürdenlauf mit 8,63 m auf Rang fünf.
2022 wurde Lobo kolumbianische Meisterin im Dreisprung.

## Persönliche Bestleistungen
- 100 m Hürden: 14,28 s (+1,1 m/s), 12. August 2022 in Bucaramanga
  - 60 m Hürden (Halle): 8,63 s, 23. Februar 2025 in Cochabamba
- Weitsprung: 6,01 m (+0,9 m/s), 11. Juni 2023 in Santa Marta
- Dreisprung: 13,54 m (+1,7 m/s), 28. Juli 2023 in São Paulo